# Wayanes
Els wayanes (també Ajana, Uaiana, Alucuyana, Guaque, Ojana, Orcocoyana, Pirixi, Urukuena, Waiano) és un grup de sis ètnies ameríndies de la Guaiana Francesa, entre els rius Mana i Maroni, que parlen una llengua del grup carib.

## Territori
A França, una ordre del prefecte francès del 14 de setembre de 1970, va reconèixer als amerindis un territori protegit al sud de Guaiana. En aquesta àrea de 30.000 km², sotmesa a l'autorització d'aquest cap, hi viuen quatre tribus ameríndies (wayana, wayampi i teko). Teòricament, aquest territori està protegit, però en realitat, continua sent objecte d'activitats il·legals, especialment d'or.
Els wayana viuen tradicionalment al marge dels rius i territoris propers. Les principals viles wayana a la Guaiana són.
- Elahé (o Malipahpan, sobre l'alt Maroni)
- Kayodé (a l'alt Maroni)
- Antécume-Pata (sobre l'alt Maroni)
- Taluhwen (sobre l'alt Maroni)
- Twenke (o Kulumuli, sobre l'alt Maroni)

Els wayana que viuen al Brasil comparteixen el seu territori sociocultural amb els apalai. Ocupen els marges de l'alt i mitjà Paru de Leste (Brasil), l'alt Tapanahony (Surinam), i l'alt Maroni, a la Guaiana Francesa. Al Brasil, el seu territori es troba dins del Parc Indígena del Tumucumaque i la Terra Indígena de Parou Oriental.

## Cultura
Sorgits dels antics carib, igual que els seus germans de la costa Kali'na, viuen als marges dels rius, principalment al sud de la Guaiana al Maroni superior (també anomenat Alitani), però una part viu a Surinam, així als veí Brasil.
Antigament eren composts de molts clans dispersos en un vast territori, però actualment són prop de 1.400 persones (2004). L'exposició dedicada a la Nivrée entre els wayana evocà 1.100 persones a Guaiana (CNRS / IRD) que viuen principalment entre Maripasoula i Pilima. Hi ha 400 a Surinam i 150 al Brasil.
Els wayanna es van traslladar cap a les regions de les muntanya Tumur-Humak i la seva perifèria. Anteriorment cada llogarret incloïa de 20 a 30 persones, al llarg de grans corrents d'aigua. Canviaven de lloc aproximadament cada set anys, guiats pels ancians. Avui estan sedentaritzats i els llogarrets poden superar les 100 persones. Algunes cases tenen parets construïdes sobre pilots, però la majoria són cabanes típiques.
Al Brasil, els wayana viuen en una reserva sota els auspicis de la Fundació Nacional de l'Indi (FUNAI), però també hi ha missions evangelistes. Ceux du Surinam sont quant à eux encadrés par les missionnaires protestants américains. Els de Surinam són supervisats pels missioners nord-americans protestants.
Alguns wayana han abandonat la pesca i la caça tradicional. L'arc ha estat substituït pel fusell, i han adoptat les xarxes de fil sintètic, però mols sigueixen fidels als valors tradicionals.
El wayana tradicionalment són grans consumidors de peix, capturats amb ganxo, llança, arc o nivrée, és a dir, utilitzant verins vegetals (rotenona). A l'edat de 5 o 6 anys, els nens aprenen a pescar les espècies de peixos disponibles, segons les estacions. Ràpidament adquireixen un bon coneixement del riu, el seu entorn i els seus perills.
La caça es practica diverses vegades a la setmana (o amb menys freqüència). Una part dels recursos provenen d'intercanvis i d'ajuda de l'administració (com ara la Renda Mínima d'Inserció o RMI). Cada cop han de caçar més lluny de les viles, i la pesca és contaminada pel mercuri dels buscadors d'or.
Les dones creen ornaments i joies, decoren la ceràmica i objectes de valor diari o de valor ritual amb motius ancestrals transmesos de generació en generació. S'ha convertit en una font d'ingressos.
El « Maraké » és una de les grans cerimònies Wayana. És un moment clau de la iniciació que regula la transició de la infantesa a l'edat adulta, amb cants rituals (el Kalau) dits hipnòtics. Durant el ritual de Tipiems els joves són sotmesos a un ritual dolorós. Freguen la pell del cos de l'iniciat amb Cunana, una cistella zoomorfa (amb forma d'animal, peix, au o animal mític), decorada amb plomes de colors, i la porció central de la qual és teixida per tal d'empresonar les formigues (Idak) de picada molt dolorosa, o vespes. Els adolescents iniciats, encoratjat per les famílies i el xaman, han de suportar el dolor sense queixar-se.
Una tècnica molt pròpia consisteix a portar l'objecte com una cuirassa immunitzant durant molts hores. Després de la reunió, el portador es considera immunitzats contra les ferides de fletxa.

## Mites, llegendes i xoc cultural
El wayana tenen una sèrie de mites fundadors i de llegendes sobre els fundadors del grup familiar, així com una simbologia pròpia traduïda en motius particulars sobre els objectes rituals o quotidians. simbòliques resultat en patrons específics dels objectes i rituals de la vida quotidiana. Les il·lustracions estan inspirades en els models tradicionals dels Wayana. Els mites i les històries wayana es transmeten de generació en generació pels cantants narradors. Un dels més coneguts, mort el 2001, va ser Kuliyama, i del que una part del seu coneixement ha estat enregistrada per l'antropòleg Jean Chapuis.
Segons els wayana, el nostre món ha aparegut en una era de transformació on tot pot convertir-se en una altra cosa. Els éssers vius i minerals que coneixem foren creats per dos personatges mítics, Kuyuli i el seu germà Mopo, que va crear les plantes, animals, fongs, muntanyes, mars i rius, i tot el que es troba està sota el cel i més enllà. El món segueix, amb coses ocultes, accessibles només als xamans.

### Ulinumtop eitoponpë uhpak: les guerres del passat
Després de la creació del món actual, els mites diuen que els wayana han combatut entre clans. La memòria col·lectiva evoca la gesta de Kailawa (Kailawa Eitoponpë) i la història de Sikëpuli, dos herois mítics que van precedir la instal·lació d'una era de pau que encara perdura entre els pobles de la regió.

### Eitoptom haemal: els temps actuals
Aquesta és una era de barreja d'ètnies, que es va caracteritzar segons el narrador Kuliyaman per la trobada amb occidentals i alukus (cimarrons, pobles d'orígens africà descendents d'esclaus portats pels europeus que van fugir a la selva i establiren llogarets al llarg del riu Maroni). És una època de sorpresa i d'obertura, però també d'agitació social, tràgica per a tots els grups ètnics del bosc que seran delmats per les epidèmies portades pels nouvinguts.
Els missioners catòlics i protestants han volgut imposar-los la seva religió. L'administració no va poder adaptar les escoles i clíniques a les aldees, que per raons culturals i sanitàries es reubiquen cada set anys. La mineria de l'or i el turisme atrauen nous immigrants a entrar en contacte amb els wayana, que no poden tenir immunitat protectora contra els microbis i paràsits nous per a ells (la tos ferina segueix matant als nens no vacunats), alhora que el mercuri pot reduir la immunitat natural. La desesperació augmenta a causa de l'alcohol, la violència, amenaces, robatoris, violacions i saqueigs que solen acompanyar a l'arribada dels miners d'or. És, a més del mercuri que contamina els rius i el medi ambient, sens dubte una de les causes de l'epidèmia de suïcidis entre els joves wayana des de finals de 1990.

## Amenaces
Igual que altres nadius americans que viuen a l'interior de Guaiana Francesa (wayampi, teko), els wayana es veuen constantment afectats per les activitats il·legals dels miners d'or del Brasil (l'enverinament per mercuri, robatoris, amenaces de mort). Els seus territoris de l'Alt Maroni i una part de la conca baixa es veuen particularment afectats des de la dècada de 1990 per la recerca frenètica, sovint il·legal i sempre molt destructiva per al medi ambient, de l'or. Entre 2000 i 2004, les associacions de defensa de les poblacions ameríndies han identificat al voltant de 10.000 treballadors en els camps de la mineria il·legal d'or, trenta barcasses flotant només al riu Approuague i dotze camps de la mineria d'or a la reserva natural de Nouragues. Les bases científiques i les reserves naturals no estan fora de perill (2 guàrdies morts el 2006).
- La impregnació de mercuri d'una gran part dels nadius wayana i teko i està científicament provada des de fa vint anys. Com a consumidors necessaris de peix, aquestes comunitats són més vulnerables que les altres.
- Aquesta situació ha estat denunciada des de la dècada de 1990, com a mínim, per l'INSERM, l'InVS, el CIRAD i el CNRS i altres estructures científiques, així com per organitzacions no governamentals locals i mundials i per la Federació d'Organitzacions Ameríndies de Guaiana (FOAG).
- La FOAG presentà el 15 de gener de 2001 un degà dels jutges d'instrucció del Tribunal de Gran Instància de Caiena una denúncia conjunta en nom de les comunitats teko i wayana de les viles ameríndies de l'Alt Maroni i del Tampoc. La denúncia contra X va ser dipositada per infracció dels articles 221-5, 221-6, 222-15, 223-1 i 223-6 del Codi Penal francès i tots els altres crims i delictes que puguin ocórrer durant la instrucció.
- La conclusió del gran estudi epidemiològic,[2] publicat a mitjans de 2007 mostra que la situació ha empitjorat significativament en deu anys (1997 a 2006) i confirma que el risc augmenta amb els anys: sobre l'alt Maroni es van trobar sobre el cabell de la població indígena taxes de 12, 2 micrograms per gram (μg/g) contra 10,6 μg/g el 1997. La taxa dels adults supera les concentracions de mercuri de 10 μg/g (llindar de l'Organització Mundial de la Salut), ha augmentat en 64-83% i va augmentar entre els nens de 50 a 54%.

Però les accions de l'Estat (policia, gendarmeria, ONCFS, NFB, duana, etc. no ha mobilitzat els recursos proporcionals d'acord amb la magnitud del problema i s'han aplicat tard. No han tingut resultats concrets en la contaminació general dels ecosistemes pel mercuri. El comerç legal o il·legal de mercuri, no sembla pas objecte de control, que estaria justificat a causa de la toxicitat d'aquest producte.

## Galeria
Fotos de la vida a la vila wayana d'Antécume-Pata el 1979 :

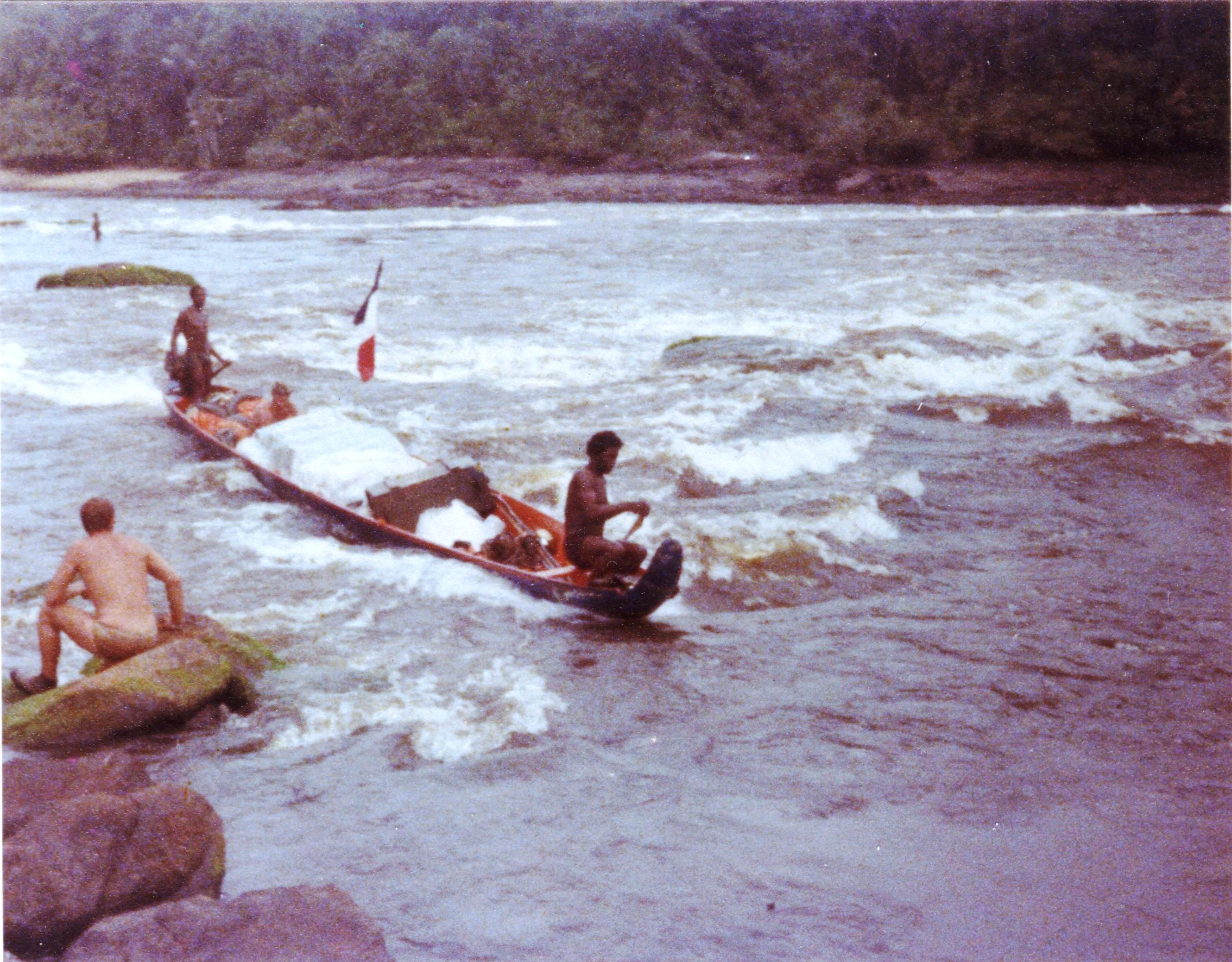
Cruïlla d'un ràpid
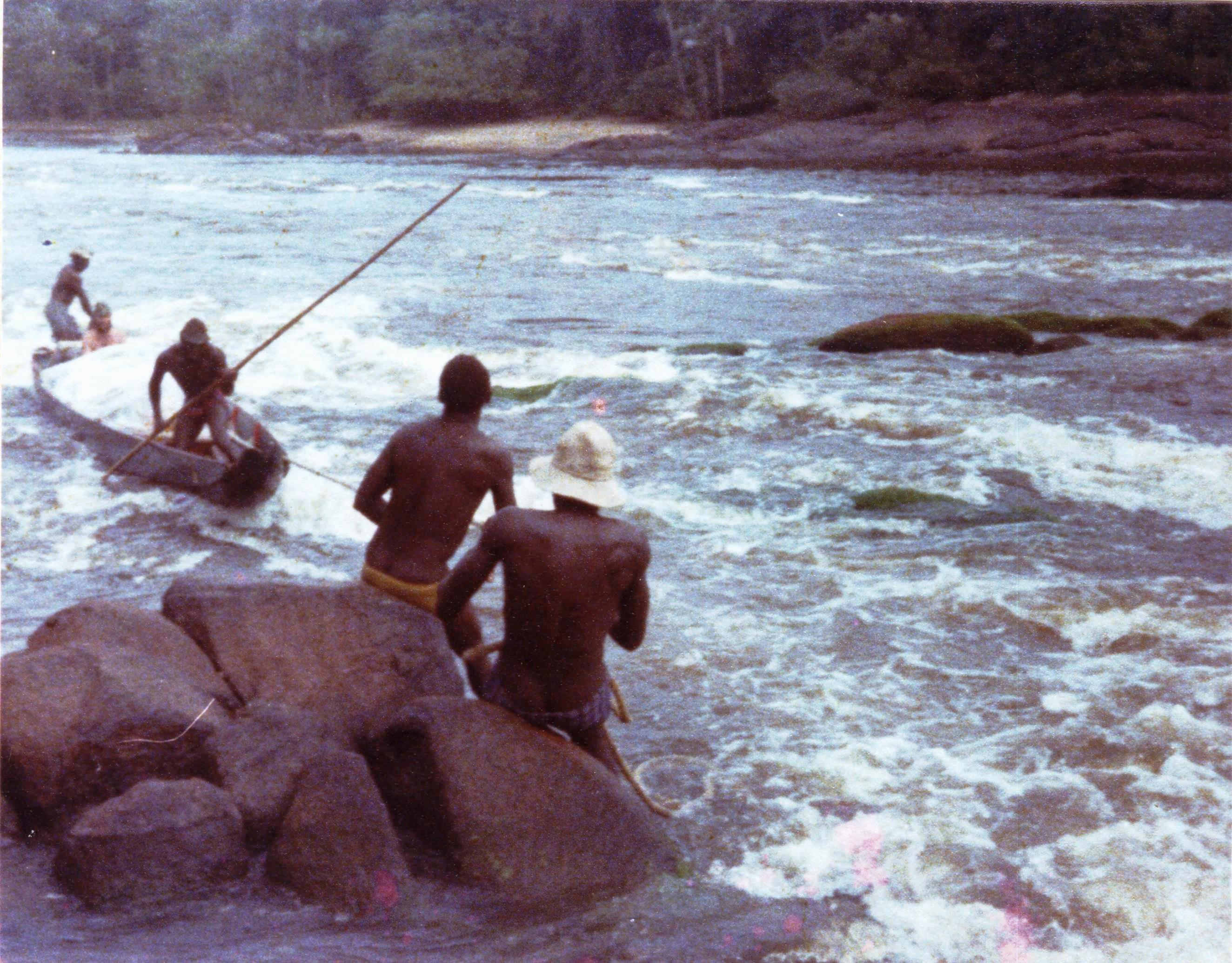
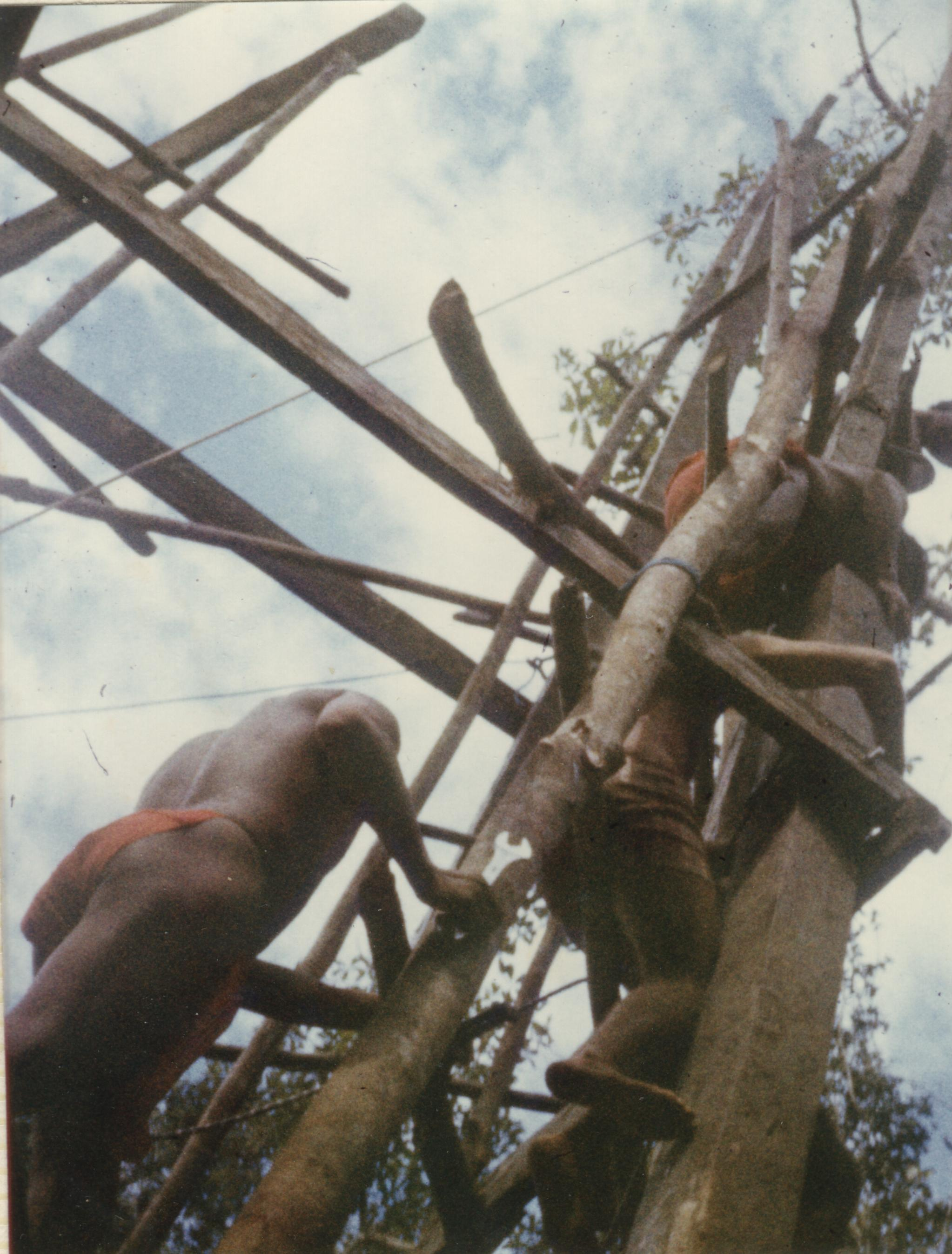
Construcció d'una torre d'aigua. Les taules són de fusta de wacapou (Vouacapoua americana)
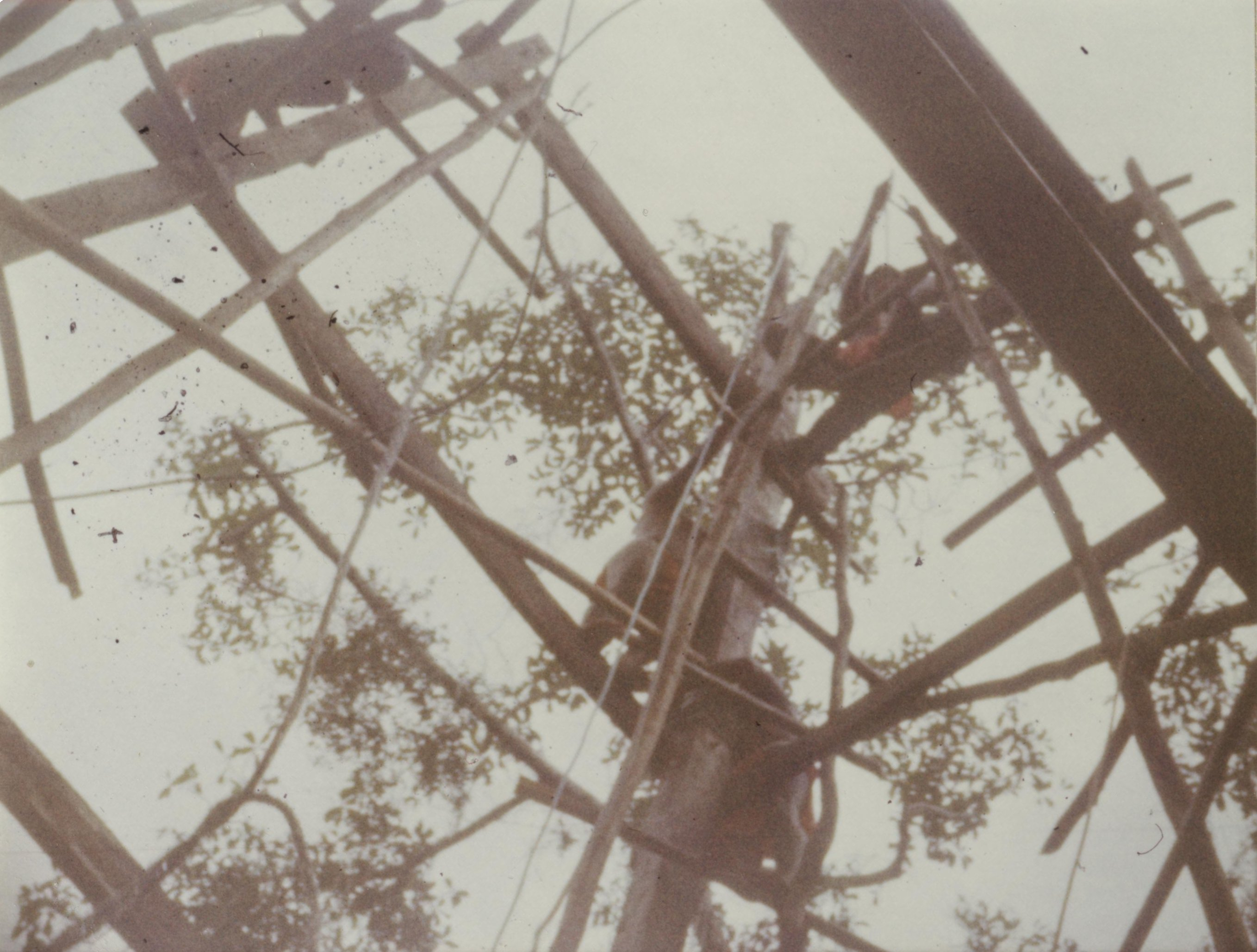
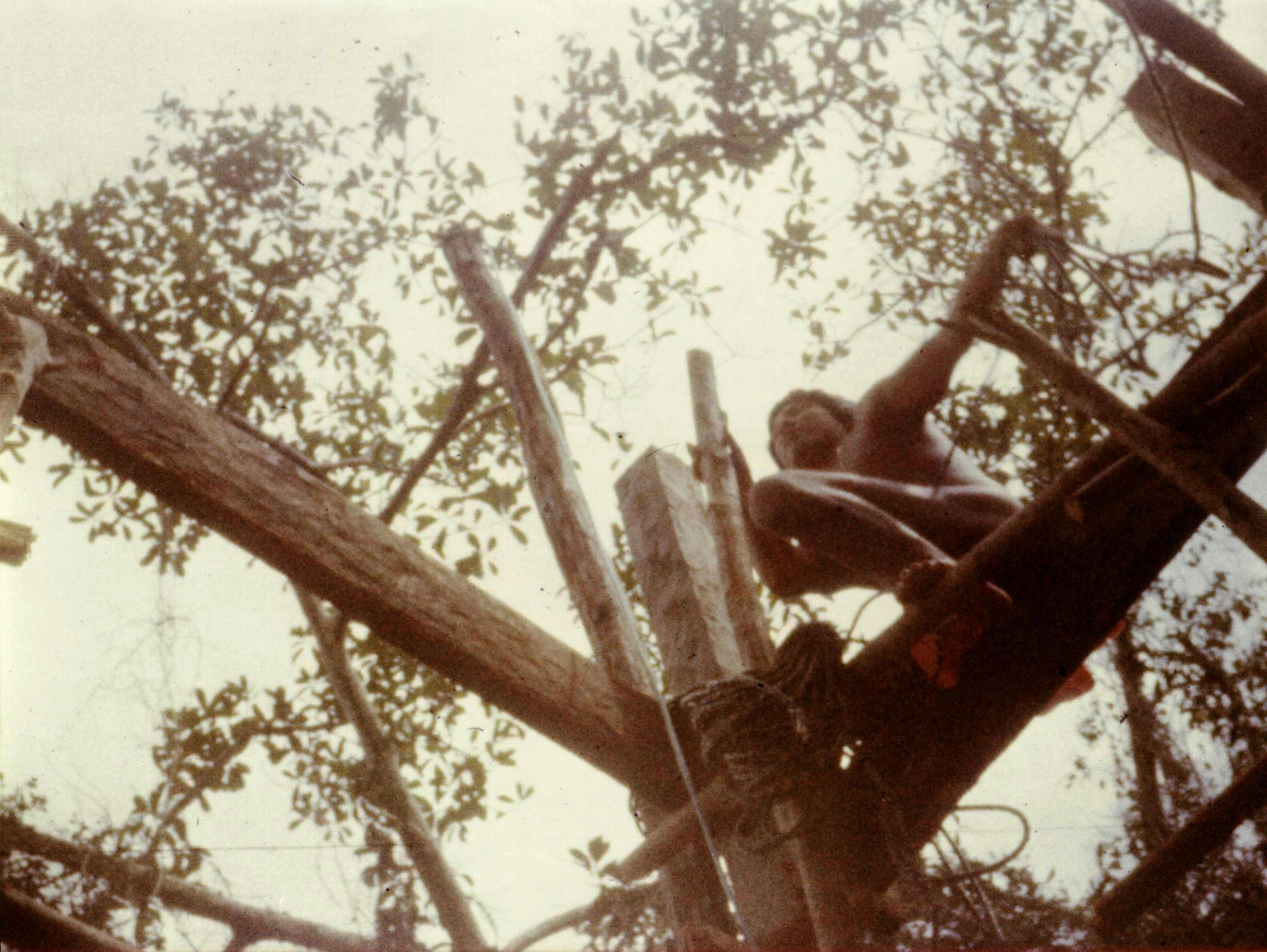
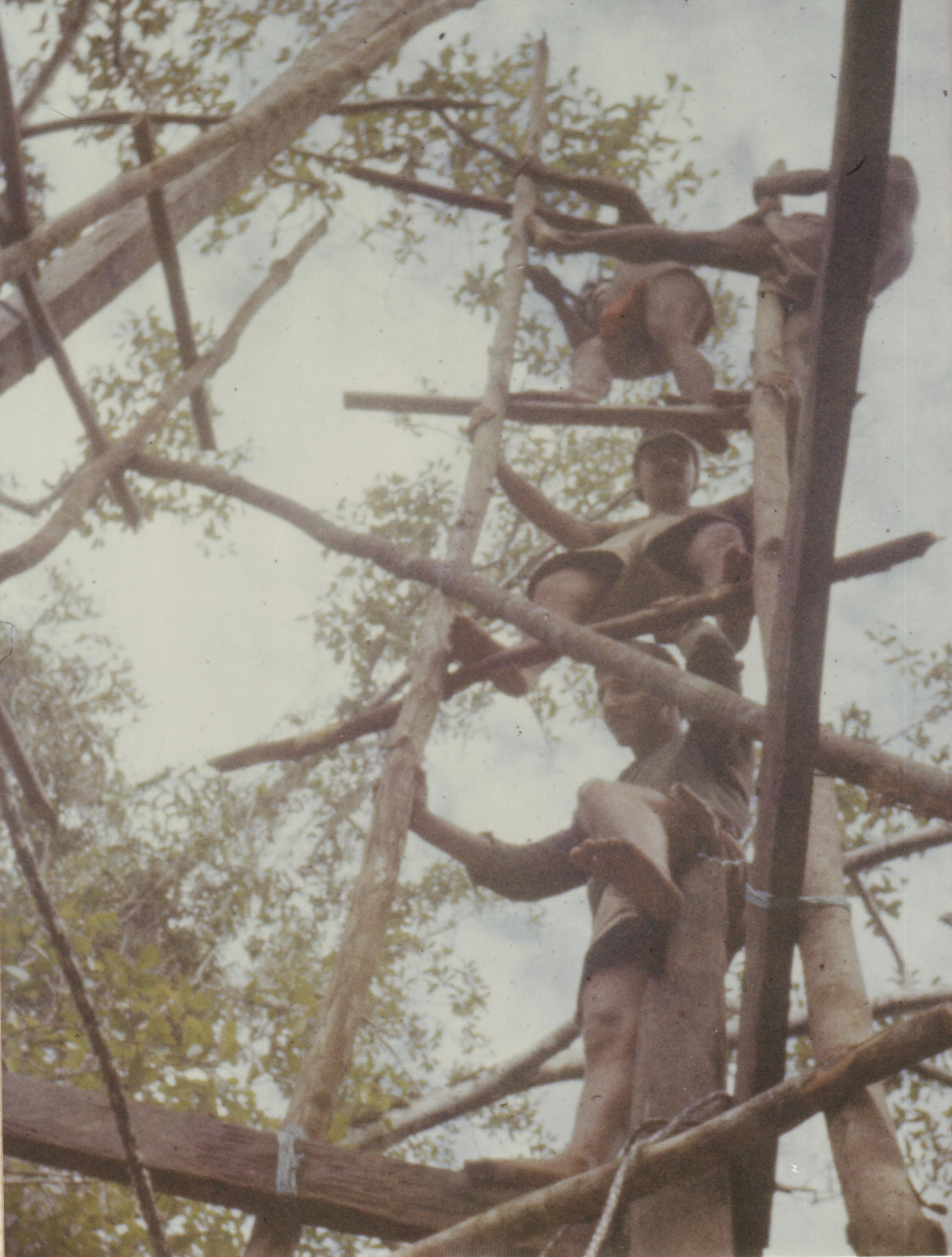
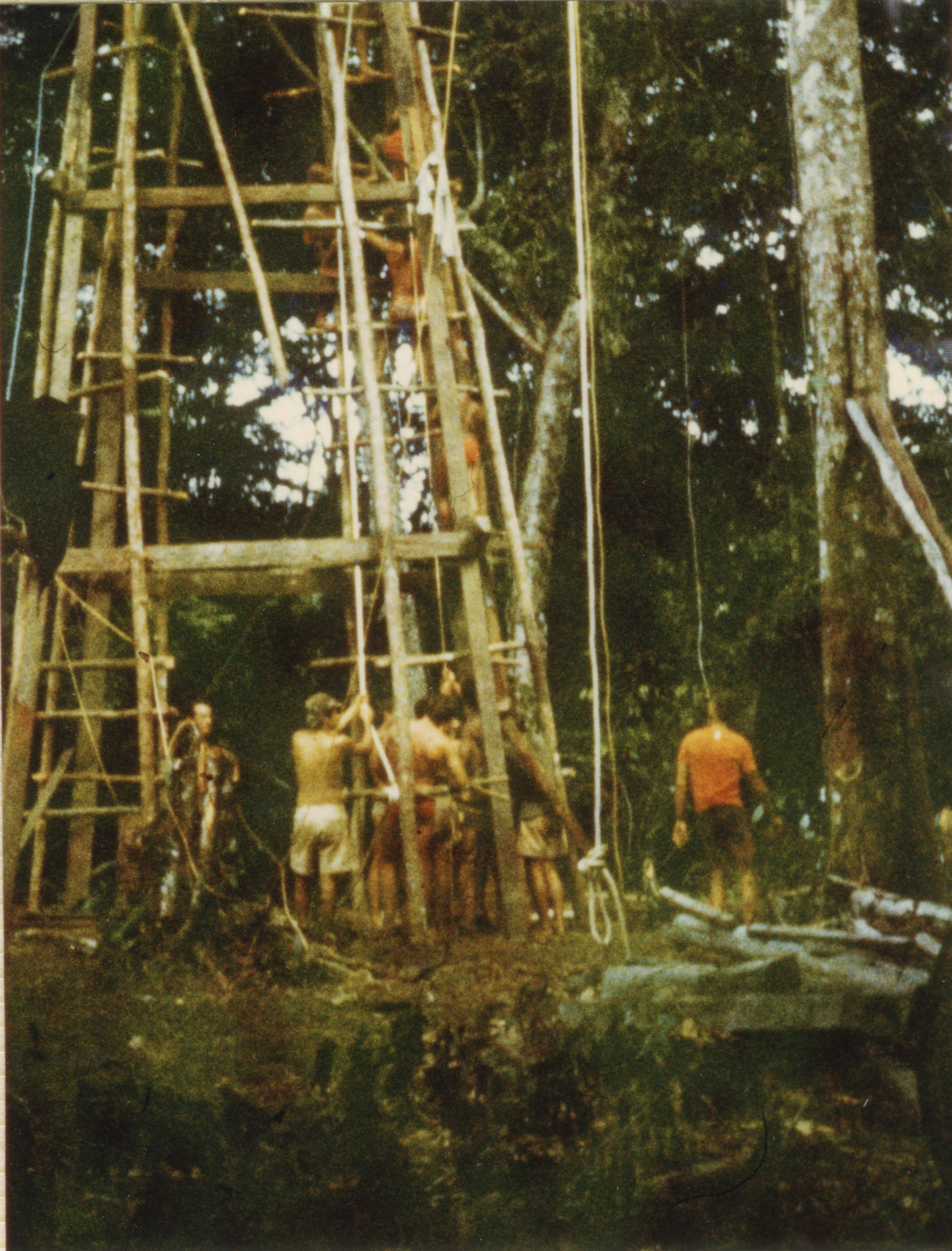
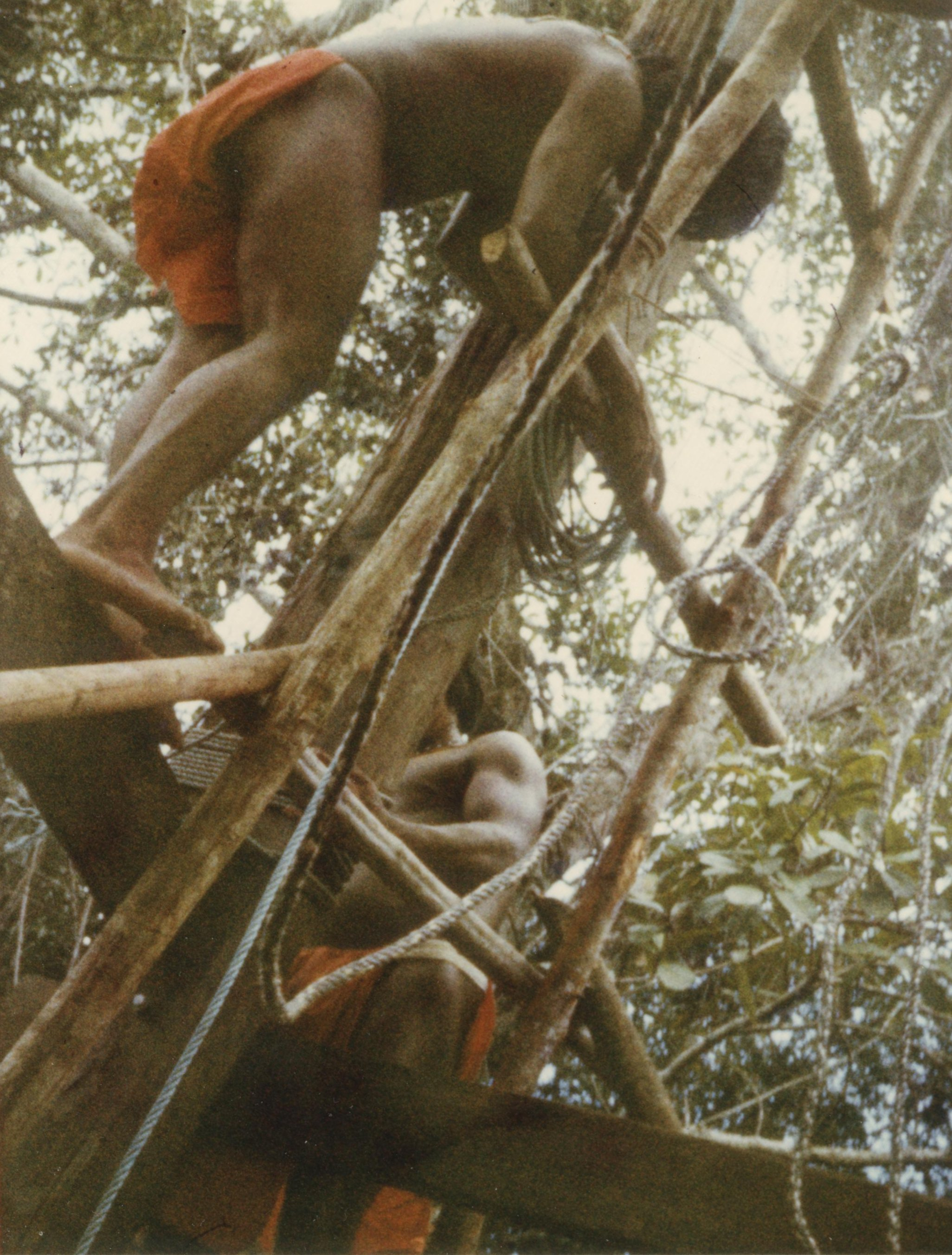
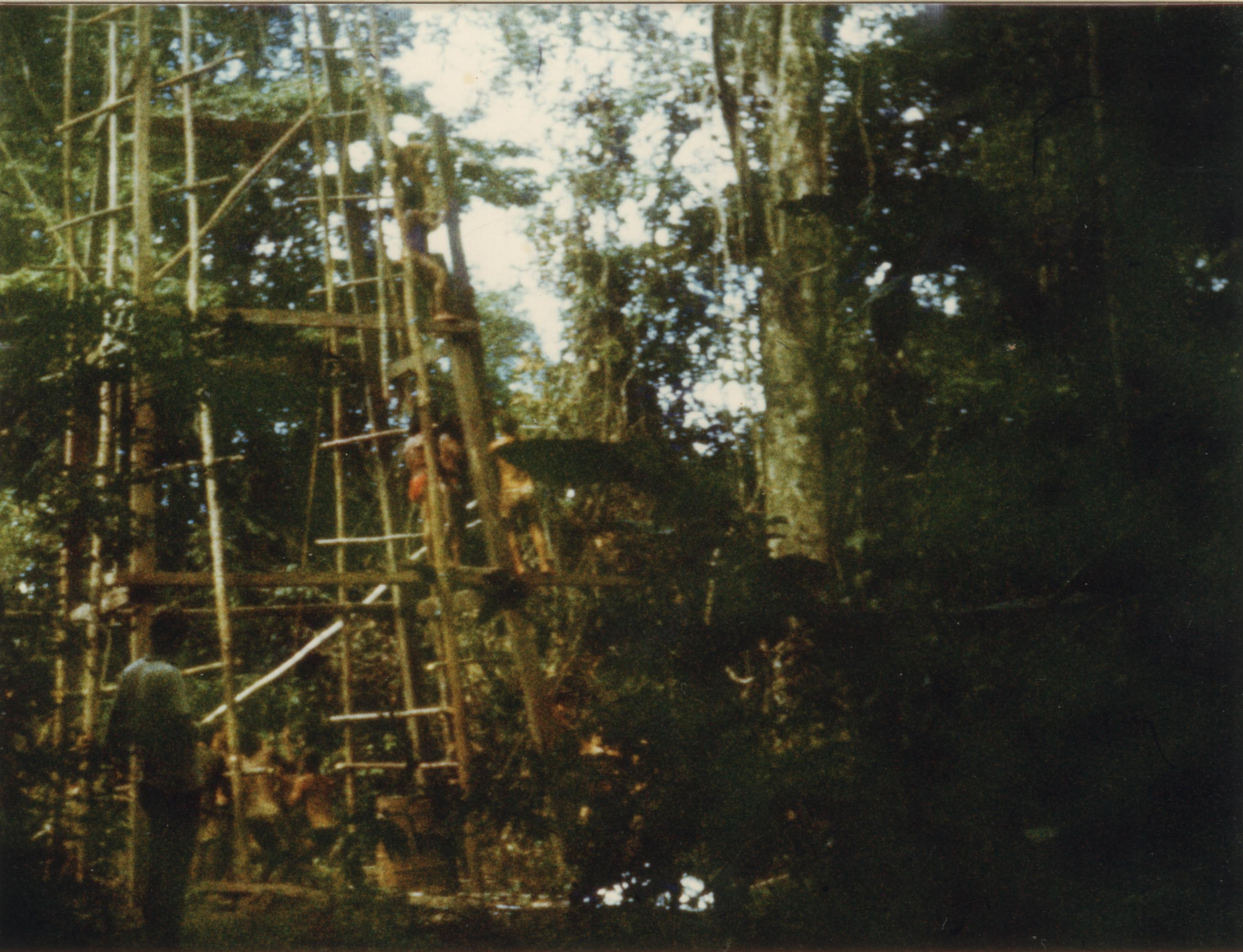
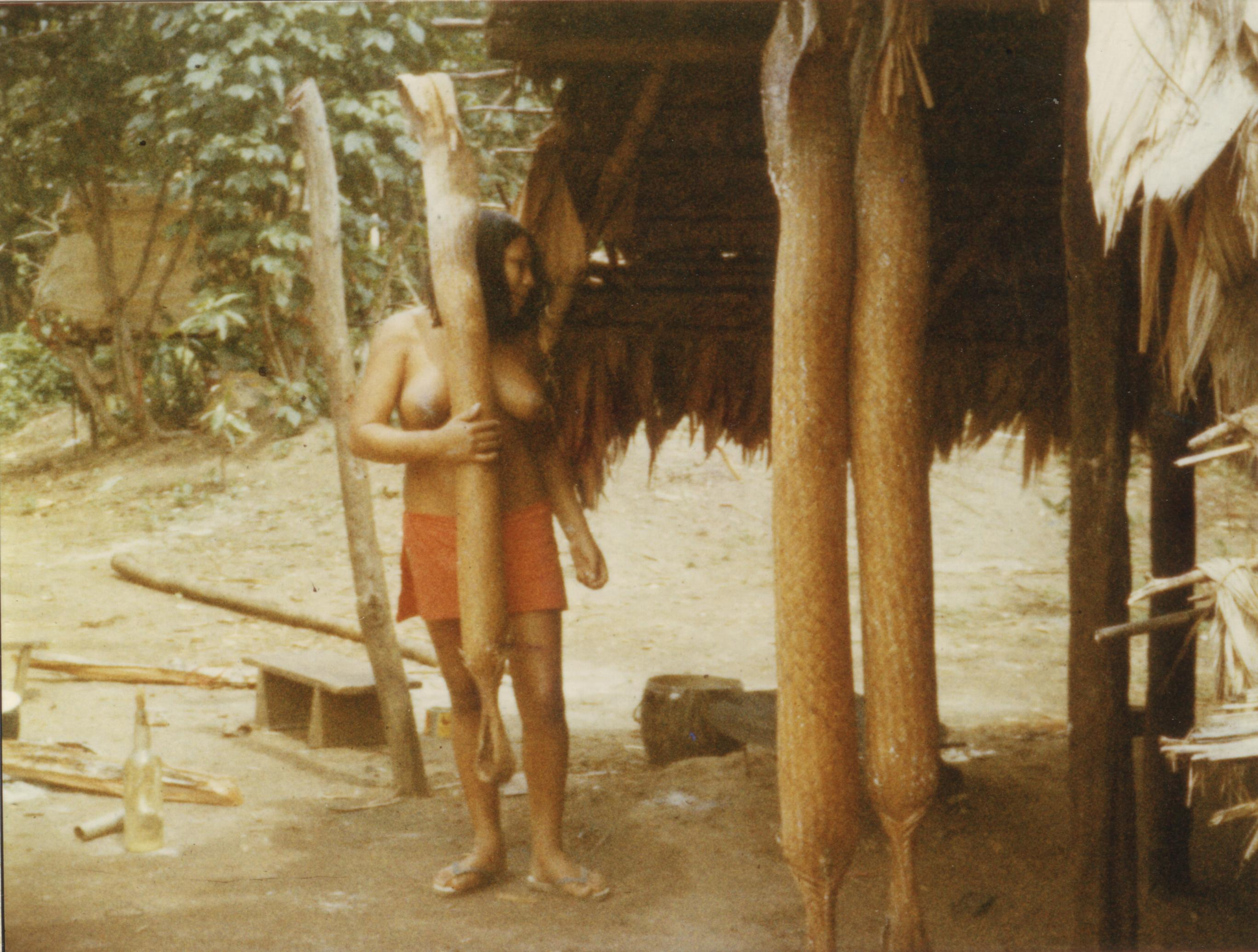
La iuca seca a cistelles.
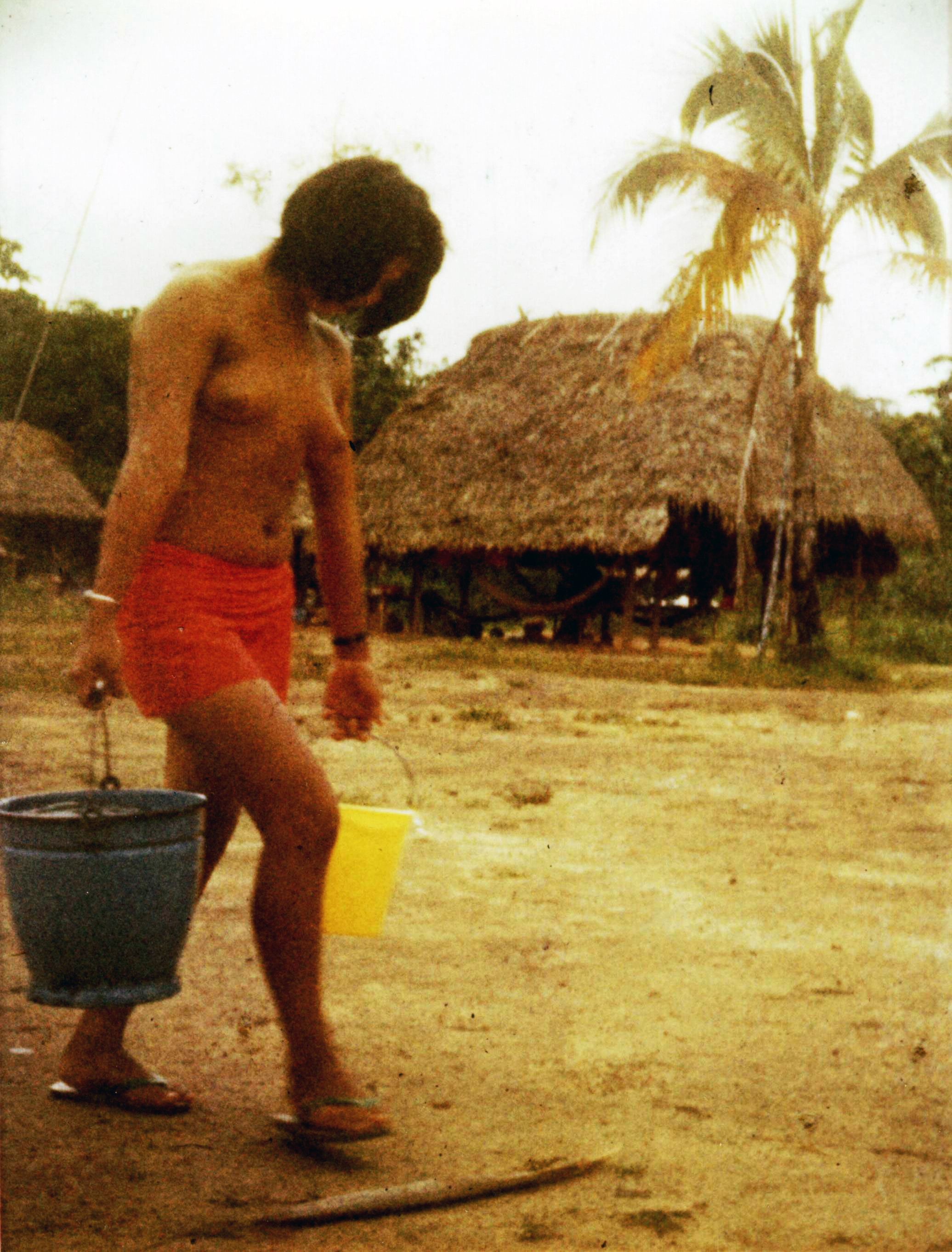
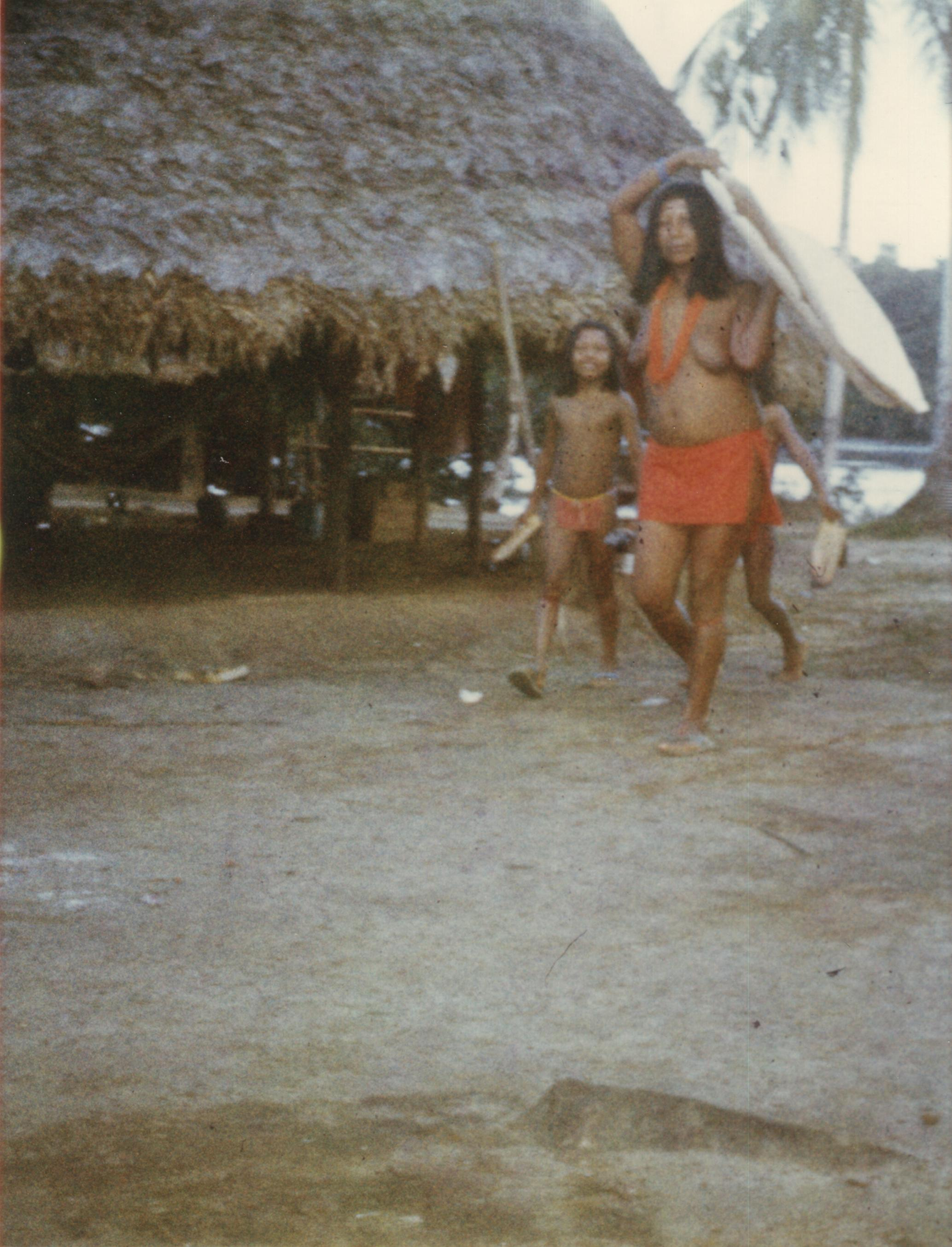
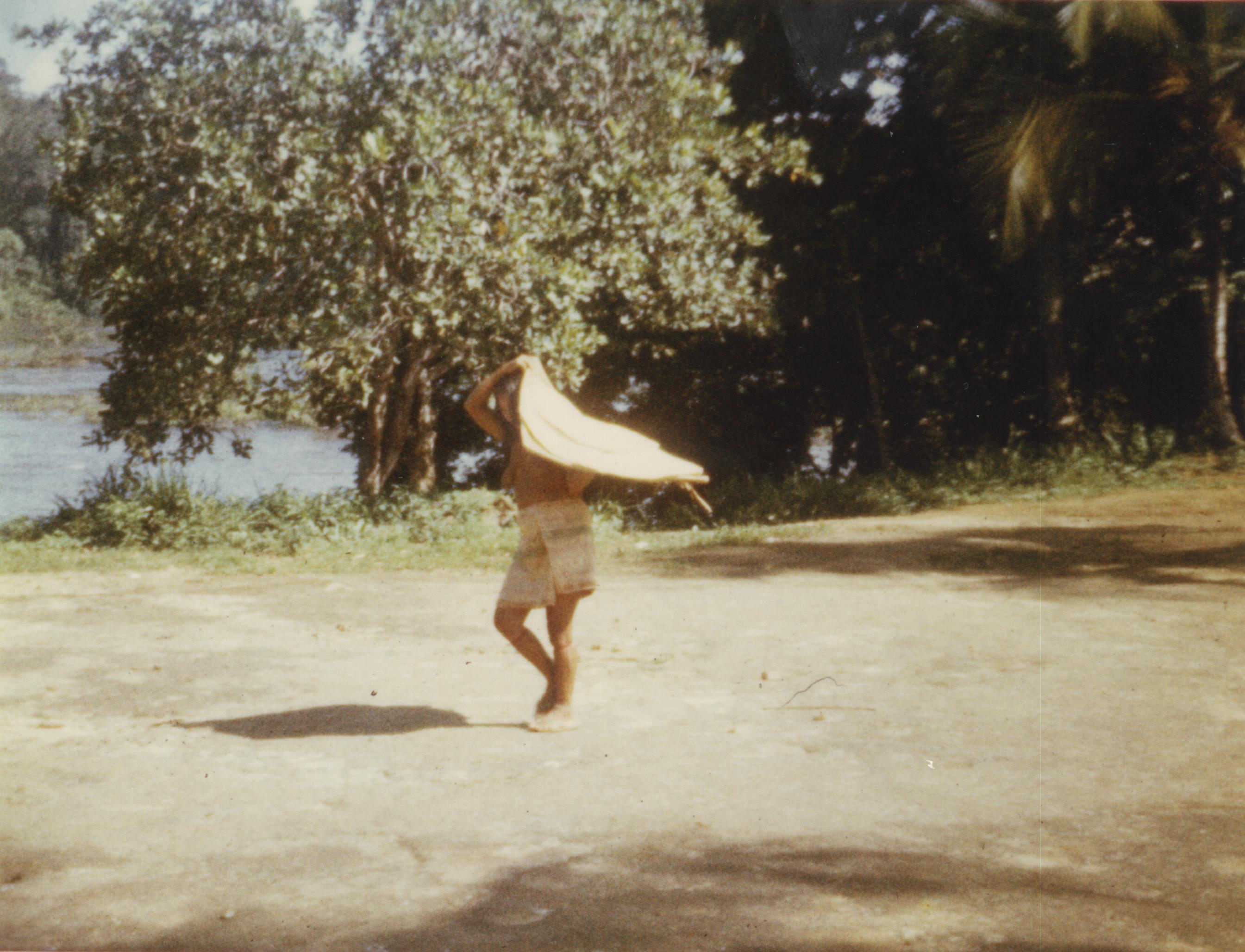
Transport de coques de iuca
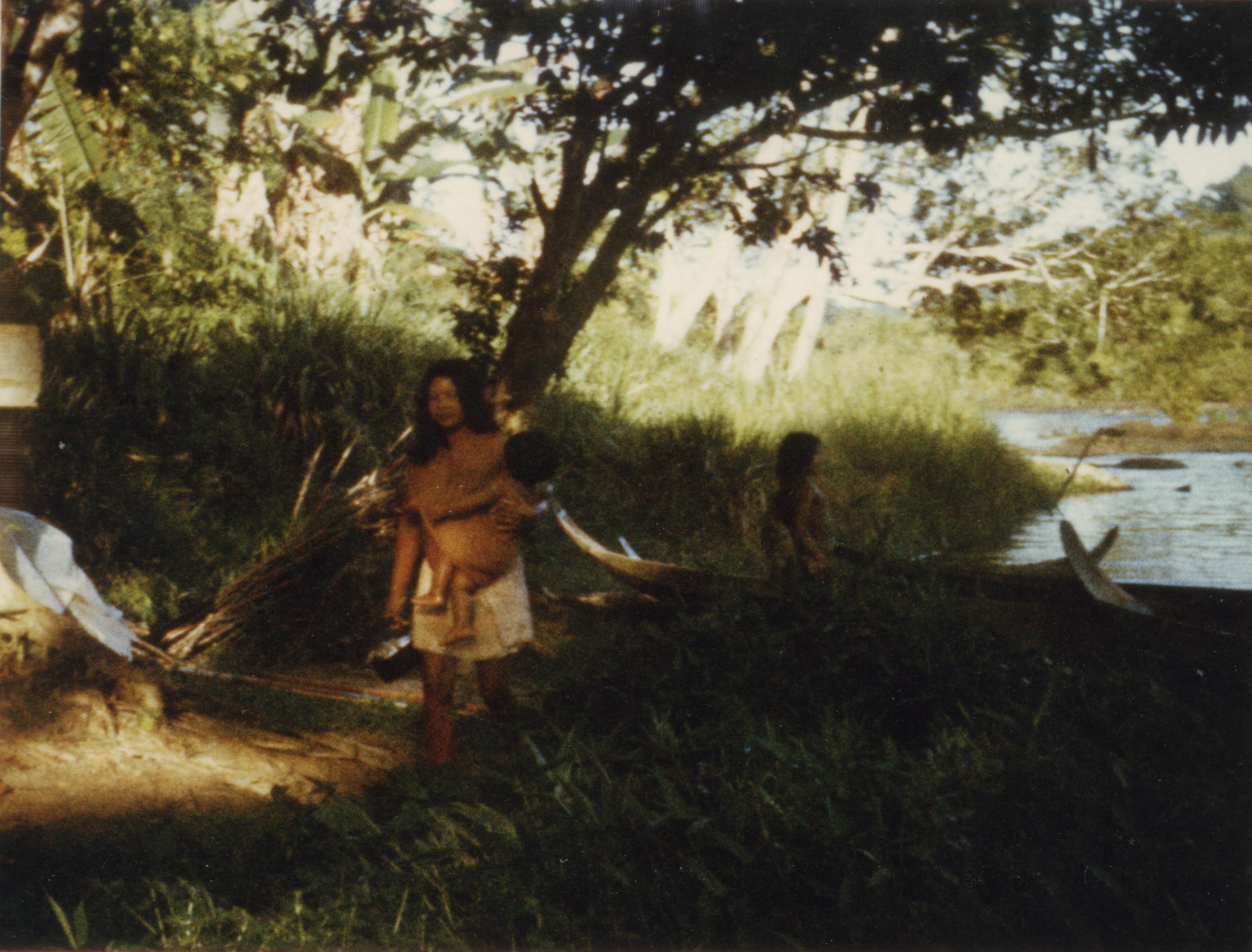
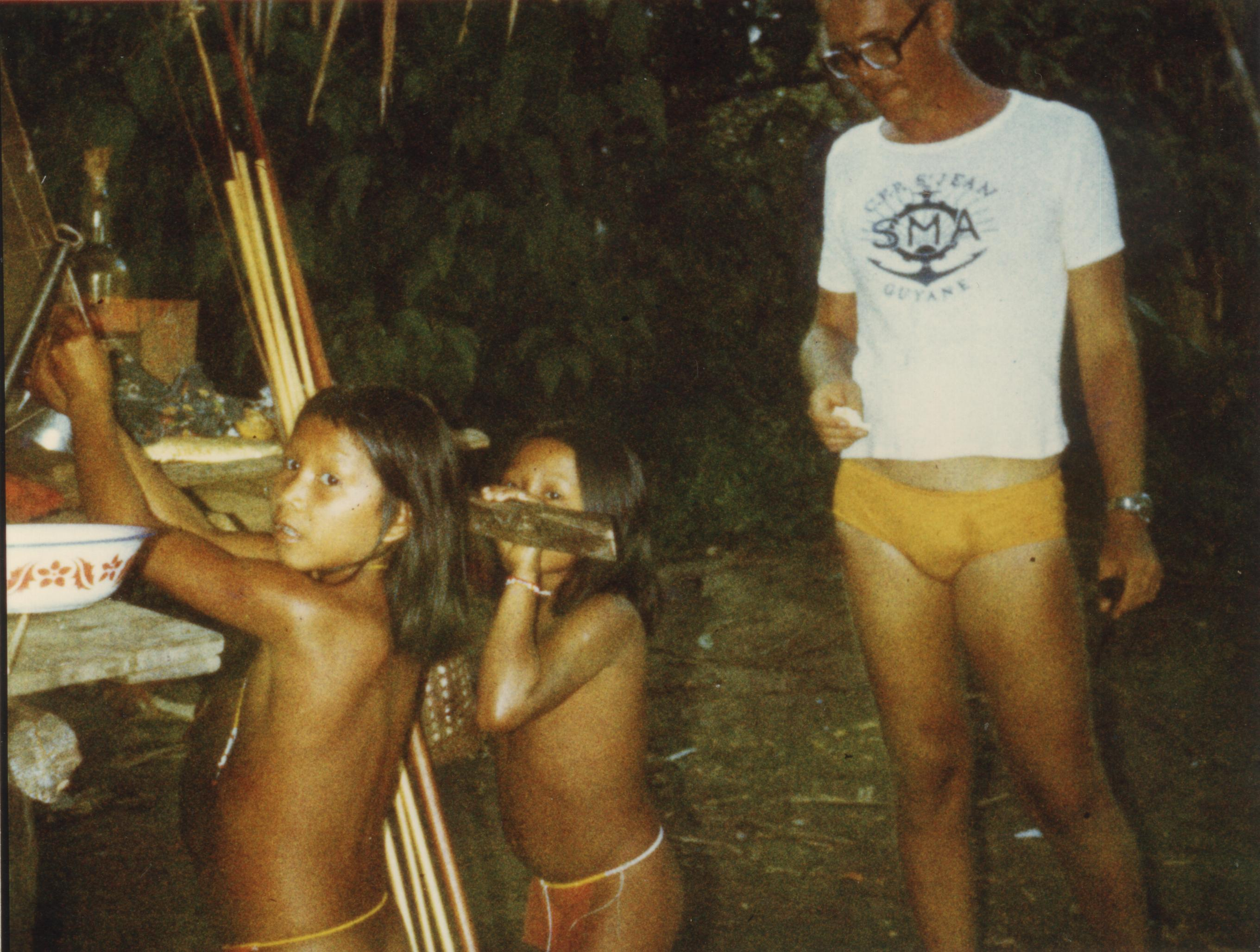
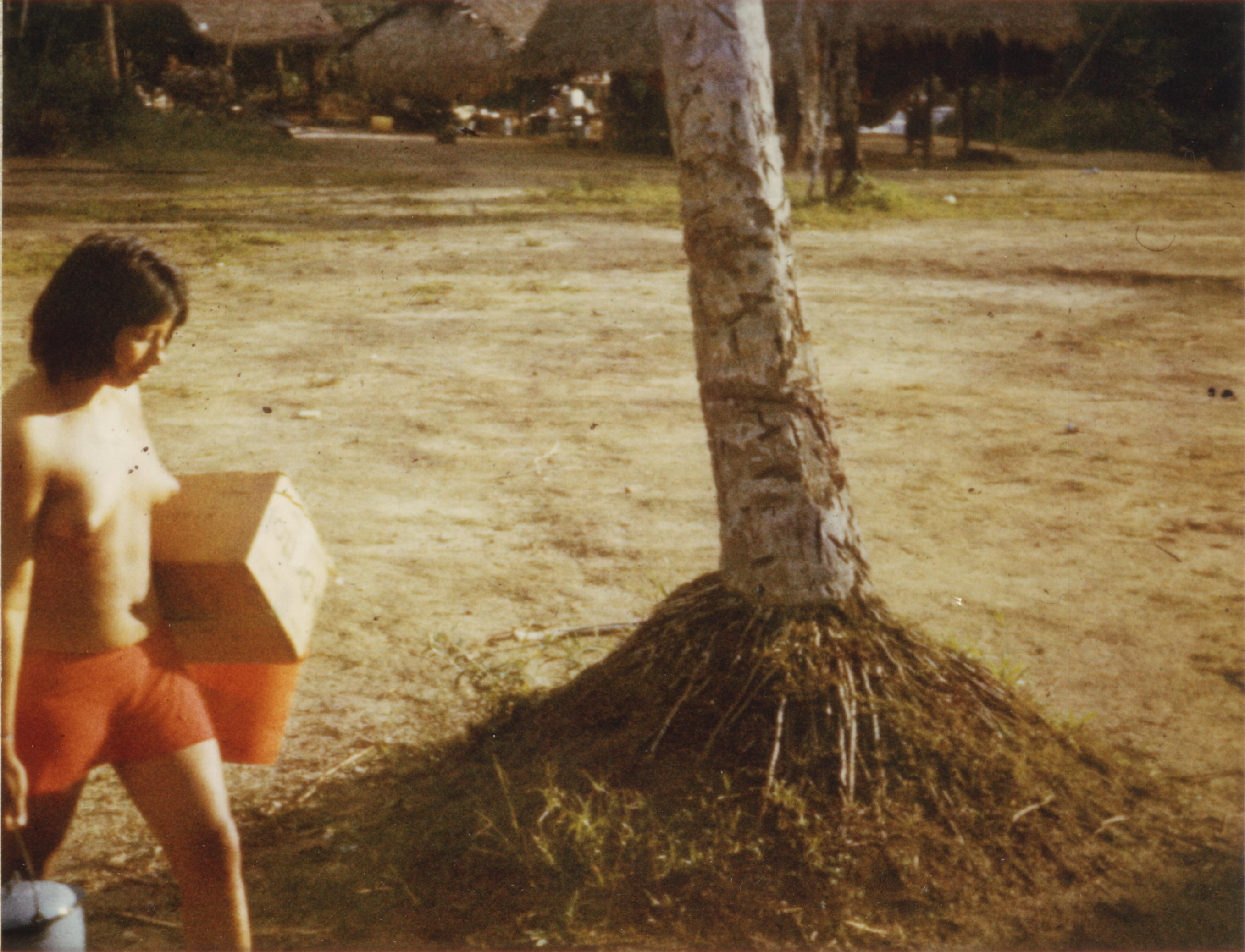